# Crângu, Constanța
Crângu este un sat în comuna Ion Corvin din județul Constanța, Dobrogea, România. În trecut s-a numit Kara-Amet/ Karamat/ Caramat. La recensământul din 2002 avea o populație de 142 locuitori.